# Shijing, Baiyun
Shijing (kinesiska: 石井)  är ett stadsdelsdistrikt (jiedao) i sydöstra Kina. Det ligger i stadsdistriktet Baiyun i provinshuvudstaden Guangzhou i provinsen Guangdong. Antalet invånare är 209 022. Befolkningen består av 90 094 kvinnor och 118 928 män. Barn under 15 år utgör 8,0 %, vuxna 15-64 år 87 %, och äldre över 65 år 3,0 %.